# Hrvatski rukometni kup za žene 2015./16.
Hrvatski rukometni kup za žene za sezonu 2015./16. je drugi put zaredom osvojila Podravka Vegeta iz Koprivnice.

## Rezultati

### Osmina završnice
| klub1                      | rez.  | klub2                      |
| -------------------------- | ----- | -------------------------- |
| Zelina (Sveti Ivan Zelina) | 30:28 | Murvica Crikvenica         |
| Brod (Slavonski Brod)      | 14:50 | Sesvete Agroproteinka      |
| Lokomotiva Zagreb          | 32:18 | Zrinski Čakovec            |
| Umag                       | 14:27 | Podravka Vegeta Koprivnica |
| Trešnjevka Zagreb          | 25:26 | Zamet Rijeka               |
| Koka Varaždin              | 29:33 | Bjelovar                   |
| Ivanić (Ivanić-Grad)       | 28:22 | Đakovo                     |
| Petason Vranjic            | 25:27 | ŽARK Split                 |

### Četvrtzavršnica
| klub1                      | rez.  | klub2                      |
| -------------------------- | ----- | -------------------------- |
| Bjelovar                   | 16:37 | Podravka Vegeta Koprivnica |
| Ivanić (Ivanić-Grad)       | 20:33 | Zamet Rijeka               |
| Lokomotiva Zagreb          | 19:14 | Sesvete Agroproteinka      |
| Zelina (Sveti Ivan Zelina) | 31:21 | ŽARK Split                 |

### Završni turnir
Igrano u Umagu u Dvorani Osnovne škole Marija i Lina od 12. do 14. svibnja 2016. 
| klub1                      | rez.          | klub2                      |
| poluzavršnica              | poluzavršnica | poluzavršnica              |
| -------------------------- | ------------- | -------------------------- |
| Podravka Vegeta Koprivnica | 23:17         | Lokomotiva Zagreb          |
| Zelina (Sveti Ivan Zelina) | 16:34         | Zamet Rijeka               |
|                            |               |                            |
| za 3. mjesto               |               |                            |
| Lokomotiva Zagreb          | 32:17         | Zelina (Sveti Ivan Zelina) |
|                            |               |                            |
| za pobjednika              |               |                            |
| Podravka Vegeta Koprivnica | 24:16         | Zamet Rijeka               |

## Poveznice
- 1. HRL za žene 2015./16.
- 2. HRL za žene 2015./16.
- 3. HRL za žene 2015./16.